# ヒッポリュトス (対立教皇)

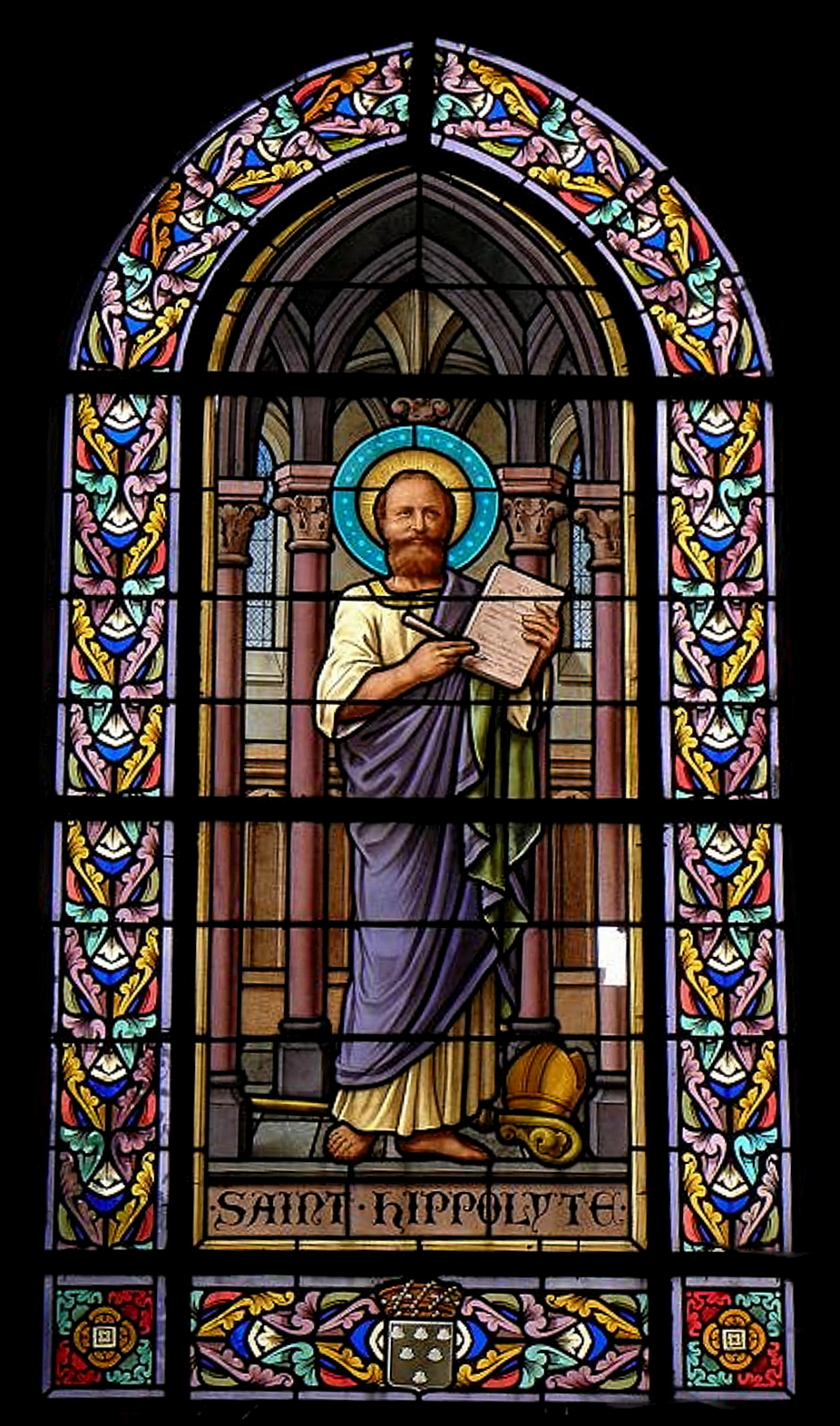
ヒッポリュトス

ヒッポリュトス（羅: Hippolytus, 古希: Ἱππόλυτος, 170年? - 235年）は、初期キリスト教の対立教皇である（在位：217年 - 235年）。サベリウス主義（のちに異端とされる）やゼフィリヌスを批判し、ローマ教皇カリストゥス1世と対立する。235年、教皇ポンティアヌスとともにローマ皇帝（マクシミヌス・トラクス）の弾圧によりサルデーニャに流罪となり、死没した。早くから殉教者としてあつかわれ、聖ヒッポリュトスと称される（8月13日が記念日とされる）。

## 伝承の中の聖ヒッポリュトス
殉教者としてのヒッポリュトスの事績は、13世紀にヤコブス・デ・ウォラギネ『黄金伝説』で書かれたことしか知られていない。その中ではギリシアの著作家であったヒッポリュトスはローマの皇帝に仕えた軍人だったことになっており、任務として牢に監禁していた聖ラウレンティウスによってキリスト教徒にされたという。殉教した聖ラウレンティウスの遺体を埋葬した後、皇帝デキウスの追及を受け、256年頃に荒馬の首に足を縛りつけられ、長いこと茨やアザミの野を引きずり回された末に絶命したことになっている。
画像では殉教の場面か軍人の姿であらわされ、ヒッポリュトスの拷問に使われたとされる棍棒・鉄櫛・繩、さらに槍と棕櫚が聖人としての持ち物となる。

## 著述
キリスト教の信仰についてはオリゲネスに匹敵するといわれるほど多くの著作を残しており、代表的な著作は『全異端反駁論』（Philosophumena）である。その中でヒッポリュトスは異教の魔術師たちが行った詐欺とごまかしを非難している。また彼は厳密な一神教信仰・旧約聖書の部分的批判・犠牲の廃止・禁酒・頻繁な沐浴・贖罪観念の廃止・預言者の近親者への尊敬といったユダヤ的キリスト教を温存していた。教皇カリストゥス1世は司教の赦免権を重い肉欲の罪にまでおよぼしたが、ヒッポリュトスは反対を唱えている。
様態論（父・子・聖霊の三位格をひとつの神の様態の変化したものであると考える）への最も激しい反対者がヒッポリュトスである。ところがローマの司教のほとんどは様態論者であったために、教皇カリストゥス1世は様態論の代表サベリウスとヒッポリュトスを同時に破門し、論争を沈静させた。
ヒッポリュトスの著書には、後に異端と排撃された多くの説が紹介されており、エウセビオスをはじめとする教会史家や中世思想史家は史料として参照している。エウセビオスによって知られる著作は上記をのぞくと『創造の6日間について』『創造の6日間に続くものについて』『マルキオンへの駁論』『讃歌について』『パスカについて』『エゼキエル書の諸部分について』がある。

## 教義
エイレナイオスとは異なり、テルトゥリアヌスと同じ従属説（三位一体において父なる神が子なる神より役割的に上にあるという考え）を受け入れていた。「両性説」については、エイレナイオスとテルトゥリアヌスに従い、「苦しんだイエス」と「苦しまぬキリスト」を分離する立場をとった。
ユスティノス、アテナゴラス、アンティオケアのテオフィロスら、護教家教父の考えに沿い、ロゴス・キリスト論を展開している。また、『ノエトス駁論』ではオイコノミアという単語が使用されており、ここに三位一体論への明白な道筋が現れている。
『ノエトス駁論』では、ノエトスが旧約聖書、新約聖書から引用して主張する天父受苦説に対して、同じように福音書から父なる神に関する記述を引用し、「キリストはいかなる父の許に行くのか、答えるがよい」と批判している。

ヒッポリュトスは駁論を続け、「(聖書の)他の多くの言葉が、否、むしろすべての言葉が真理を証ししている。したがって、たとえ望まぬにせよ、＜万物の支配者＞である父なる神と、自分を除いて万物を父がこの方に服従させた、神の子キリスト・イエス、人となった神と、聖霊を信じ、現に三つの方が存在すると表明しなければならないのである」「(神は)ただひとりであったが、多くのものであった」「唯一の神、二つのペルソナ、第三の救いの営み(オイコノミア)すなわち聖霊の恵み」と書き記している。

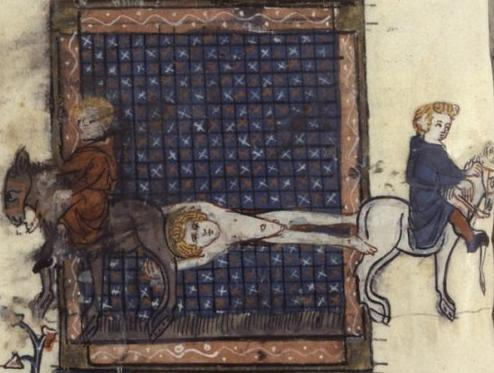
「ヒッポリュトスの殉教」